# Ashanti Gold
Ashanti Gold Sporting Club, cunoscut sub numele de AshGold, este o echipă de fotbal din Ghana cu sediul în orașul minier de aur Obuasi, la sud de Kumasi, capitala regiunii Ashanti. Clubul concurează în prezent în Premier League.